# Julio Galán
José Julio Galán Romo (Múzquiz, Coahuila; 5 de diciembre de 1959-Zacatecas, 4 de agosto de 2006) fue un pintor mexicano de arte contemporáneo,  de los años 1980.

## Biografía
Estudió la carrera de arquitectura en la Universidad de Monterrey, la que dejó inconclusa, para finalmente dedicarse exclusivamente a la pintura. Radicó la mayor parte de su vida en Monterrey, a dónde llegó a estudiar desde los nueve años de edad. Tuvo estancias en Nueva York y Europa. Realizó gran cantidad de exhibiciones individuales. A los veinte años de edad, en 1979, obtiene el segundo premio laureado de pintura del Centro de Arte Vitro Monterrey. Su primer galerista individual en Monterrey es Guillermo Sepúlveda, de la Galería Arte Actual Mexicano, desde 1980.
Julio Galán destaca por haber renovado el panorama de la plástica mexicana de los años 1980. La obra de Galán se caracteriza porque retoma el nacionalismo, los ideales mexicanos exentos de idealización, llevados a una realidad que toca el drama, el humor, el sarcasmo y lo cotidiano, pero con una carga fuerte de vanidad, con trazos gruesos, colores opacos y cuestionamientos profundos del «yo» son parte esencial de su obra.
Luis Carlos Emerich, en el catálogo de la exposición que se presentó en la Galería Enrique Guerrero en 1998, dice sobre Julio Galán, «y por otro, para descartar el valor simbólico de la imagen a manera de íconos o juguetes o de dolores y placeres extraídos del arcón de la nostalgia, como una broma tierna pero negra acerca de los valores normativos y de su imposibilidad real de canalizar los poderes irracionales». Julio Galán era considerado «el niño terrible de la pintura mexicana», como lo calificó la crítica de arte argentina Ana María Battistozzi.
En las obras de Galán podemos ver, además de su propia historia -una historia íntima y muy personal- las múltiples formas que adopta la subjetividad en su constitución y la emergencia del cuerpo como sujeto y objeto del discurso y del deseo. Galán expuso en sus obras una Mise en abyme donde, a través de sus imágenes, reflejo una de otra, juego de espejos confrontados (enfrentados), sumergió al espectador en su propia «demencia», su juego narcisista, en el que, de manera por demás exacerbada, reflejó el ethos epocal, ya que en las postrimerías del siglo XX el cuerpo devino en objeto de culto, de amor, de pasión, el cuerpo que se transforma, se viste, se cuida, se re-presenta, las más de las veces como una alegoría de los conflictos que el sujeto tiene con el «otro», siendo entonces esta re-presentación enarbolada como símbolo de emancipación sexual (de género), de raza, de ideologías religiosas, una defensa a la individualidad, al ser universal, único y sin binarismos. 
Galán artista, Galán imagen, ambos se superponen, el pintor representó en el lienzo la representación que de sí mismo fue construyendo y que mostró socialmente: una mascarada. En muchos de los catálogos de sus exposiciones, como los de las galerías Ramis Barquet en Nueva York, Thaddaeus Ropac en París, Timothy Taylor en Londres y en el realizado para Grupo Financiero Serfín en 1993, se incluyen fotografías del creador, las cuales pueden ratificar este afán de representación. Fuertemente controladas, planeadas, sin quitar el mérito e intervención del trabajo de los fotógrafos, las escenas muestran una disposición muy similar a la forma en que realizó sus composiciones pictóricas. No son casuales, hay en éstas toda una narrativa, una teatralidad, sus fantasías privadas recreadas frente a la lente de la cámara. En el catálogo de Serfín, a manera de presentación, se incluyen dos imágenes de página completa donde Galán, semidesnudo y cargando un par de alas oscuras, pareciera surgir del río en el que ha caído como Ícaro sobreviviente. En el forro del catálogo, en la parte posterior, este Ícaro se encuentra arrodillado a la orilla del río que refleja su imagen, ahora un Narciso que tampoco sucumbirá a la muerte, una venda cubre sus ojos impidiendo la posibilidad que se reconozca.
Generalmente el disfraz de Galán incluyó elementos glam, góticos, exóticos, desde la pintura en su rostro a la manera de Boy George, las uñas pintadas en negro o blanco, gruesas cadenas y candado al cuello, joyería exagerada desde anillos con enormes piedras de colores, grandes collares, hasta crucifijos, mascadas, prendedores en el cabello, sombreros en variedad de formas, alguno hasta con un ave zancuda disecada, combinados todo esto con trajes de diseñador y calzado singular, sin dejar de mencionar los objetos que acostumbra llevar en las manos y que también representó en sus cuadros, muñecos, cajitas, hasta un bolso de mano en forma de caballito, dando como resultado un personaje que impacta visualmente, provocando un «extrañamiento», un choque síquico que produce sorpresa en el espectador por lo inesperado, lo diferente, lo fuera de lo habitual, por salirse del lugar común, de lo cotidiano, sea a través de la "singularización" al hacer suyos los códigos y reutilizarlos de manera personal, realizando asociaciones únicas, personales e irrepetibles de aspectos de la realidad que no suelen ser asociados; y la «oscuridad o forma obstruyente» (en este caso la singularización) se lleva al extremo, como si se construyera la obra artística para sí, poniendo en juego la totalidad de experiencias y saberes, Galán se valió de ambos, no sólo en la presentación de su disfraz, sobre todo en la construcción de sus obras, consiguiendo prolongar el tiempo de la percepción y ampliando la duración del impacto. Pudiera ser que, al final, Galán haya conseguido su objetivo al exponer su obra y al exponerse él mismo en un constante performance, mostrando una representación subversiva en la que remarca la contingencia, donde todo lo que deja ver es y no es, consiguiendo así la anulación de las diferencias, la imposición de su deseo. Hacer de la vida propia una obra de arte ha sido para muchos la manera de abrir (se) espacios. Desde el dandismo, el estilo siempre ha sido superior al contenido. 
«Pintura engañosa y subversiva que causa adicción, que repite sus temas y los transforma hasta volverlos irreconocibles, las obras de Galán mezcla, con gracia y sabiduría, los mitos y las referencias nacionales, el teatro y la sinceridad, el transformismo y la trasparencia», escribió el escritor mexicano Carlos Monsiváis sobre el pintor en el catálogo de la exposición Oro poderoso.
Falleció por un derrame cerebral el 4 de agosto de 2006 en Zacatecas, México.

## Exhibiciones individuales
- 1992 
  - Barbara Farber Gallery, Ámsterdam, Países Bajos
  - Stedelijk Museum, Ámsterdam, Países Bajos.
  - Annina Nosei Gallery, Nueva York, Estados Unidos.

- 1993
  - National Gallery Pittsburgh Center for the Arts, Pittsburgh, Estados Unidos.

- 1994
  - Center for Fine Arts, Miami, Estados Unidos.
  - Museo de Arte Moderno, Ciudad de México, México.
  - Museo de Arte Contemporáneo de Monterrey, Monterrey, México.
  - Contemporary Art Museum, Houston, Estados Unidos.

- 1995
  - Galerie Thaddaes Ropac, París, Francia.

- 1996
  - Annina Nosei Gallery, New York, Estados Unidos.
  - Barbara Farber Gallery, Ámsterdam, Países Bajos.

- 1997
  - Fundación Proa, Buenos Aires, Argentina.
  - "Oro Poderoso", Galería Ramis Barquet, Nueva York, Estados Unidos.

- 1998
  - Galería Enrique Guerrero , Ciudad de México, México.

- 2007
  - Museo de Arte Contemporáneo (MARCO), Monterrey, México.[2]

- 2008
  - Museo Amparo, Puebla, México
  - Antiguo Colegio de San Ildefonso, Ciudad de México, México.[3]
- 2023
  - Museo de Arte Contemporáneo (MARCO), Monterrey, México.

## Exposiciones colectivas
- 1982
  - Salón Anual de la Plástica, Palacio de Bellas Artes, Ciudad de México, México.

- 1983
  - Centro Cultural Vanguardia, Saltillo, México.
  - Bienal de Cuba, La Habana, Cuba.
  - Confrontación latinoamericana, Lima, Perú.
  - Salón Anual de la Plástica, Palacio de Bellas Artes, Ciudad de México, México.

- 1984
  - Once Artistas, Galería Arte Mexicano, Ciudad de México, México.
  - El Papel Amate, Museo de Monterrey, Monterrey, México
  - Stellweg-Seguy Gallery, Nueva York, Estados Unidos.
  - Galería Arte Contemporáneo, Ciudad de México, México.

- 1985
  - New Vistas, New Voices: The Contemporary Painting of Mexico, Moming Dance & Art Center, Chicago, Estados Unidos.
  - De su álbum...inciertas confesiones. Museo de Arte Moderno, México
  - México The New Generation, San Antonio Museum, San Antonio, Estados Unidos.
  - Pintar en México, Galería Arte Contemporáneo, Ciudad de México, México.
  - Galería Carlos Ashidam, Guadalajara, México.
  - Nueva Generación Museo Regional de Guadalajara, México.
  - Palladium, Nueva York, Estados Unidos.

- 1986
  - Museum of the City of Miami, Miami, Estados Unidos.
  - Jack Tilton Gallery, New York, Estados Unidos.
  - Metro Mori, Centro de Arte Contemporáneo, Ciudad de México, México.
  - Galería Arte Contemporáneo, Ciudad de México, México.

- 1987
  - Bargara Farber Galerie, Amsterdam Art Fair, Países Bajos.
  - The Boymans van Beuningen Museum, Róterdam, Países Bajos.
  - Basel Art Fair, Basilea, Suiza.
  - Galería Clave, Guadalajara, México.

- 1988
  - Kunst Rai, Ámsterdam, Países Bajos.
  - Rooted Visions, Mexican Art Today, Museum of Contemporary Hispanic Art, Nueva York, Estados Unidos.

- 1989
  - Pintura Mexicana de Hoy, Tradición e Innovación, Centro Cultural Alfa, Monterrey, México.
  - Les Magiciens de la Terre, Musée National d'Art Moderne, Centre Georges Pompidou, París, Francia.

- 1979-1989
  - American, Italian, Mexican Art from the collection of Francesco Pellizzi, Hofstra Museum University and Lehigh University, Nueva York, Estados Unidos.

- 1990
  - Forces of History Symbols of Desire, Parallel Project, Nueva York, Estados Unidos.
  - Aspects Contemporary Mexican Paintings, Americas Society Art Gallery, Nueva York, Estados Unidos.
  - Annina Nosei Gallery, Nueva York, EUA.

- 1991
  - México: Figures of the Eighties, Parallel Project, Instituto Cultural Mexicano, San Antonio, Estados Unidos.
  - Instituto Cultural Mexican, Washington, Estados Unidos.
  - Ancient Dreams-Modern Myths, Parallel Project Gallery, Santa Mónica, California, Estados Unidos.
  - Selfportraits, Annina Nosei Gallery, Nueva York, EUA.
  - Aspects of Contemporary Mexican Painting, Americas Society, Blue Star Art Space, San Antonio, Estados Unidos.
  - Santa Monica Art Museum, Santa Mónica, Estados Unidos.
  - Meadows Museum Owens Art Center, Dallas, Estados Unidos.
  - Southern Methodist University Dallas, Dallas, Estados Unidos.
  - Santa Monica Art Museum, Santa Mónica, Estados Unidos.
  - Transmission, Rosseum Centre for Contemporary Art, Malmö, Suecia.
  - Reclaiming the Spirit, Vrej Baghoomian Gallery, Nueva York, Estados Unidos.
  - Mito y Magia en América: Los Ochenta, Museo de Arte Contemporáneo de Monterrey, Monterrey, México.
  - Just What Is It That Makes Today's Home So Different, So Appealing? The Hyde Collection, Glens Falls, Nueva York, Estados Unidos.
  - The Bleeding Heart, Institute of Contemporary Art, ICA, Boston, Estados Unidos.
  - Institute of Contemporary Art, ICA, Filadelfia, Estados Unidos.
  - Mendel Art Gallery, Saskatoon, Canadá.
  - New Port Harbor Art Museum, Newport Beach, Estados Unidos.
  - Fundación Museo de Bellas Artes, Caracas, Venezuela.
  - Museo de Arte Contemporáneo de Monterrey, Monterrey, México.

- 1992
  - Doubletake Collective Memory & Currebt Art, Hayward Gallery, Londres, Gran Bretaña.
  - The Sídney Biennale, Sídney, Australia.
  - Through the Path of Echoes: Contemporary Art in Mexico, University of Massachusetts, Amherst, Estados Unidos.
  - Rueda como Naturaleza, Instituto Cultural Cabañas, Guadalajara, México.
  - Artistas Lationamericanos del Siglo XX, Sevilla, París, Colonia.
  - Museum of Modern Art, Nueva York, Estados Unidos.

- 1993
  - Cartographies, Winnipeg Art Gallery, Winnipeg, Canadá
  - Cartographies, Museo de Artes Visuales Alejandro Otero, Caracas, Venezuela
  - Cartographies, Biblioteca Luis Ángel Arango, Bogotá, Colombia
  - Cartographies, National Gallery of Canada, Ontario, Canadá
  - Cartographies, The Bronx Museum of the Arts, Bronx, United States